# Panmindzson
Panmindzson, vagy szoros átírásban Phanmundzsom (hangul: 판문점리, Phanmundzsom-ri, handzsa: 板門店里, RR: P’anmunjŏm-ri, ’deszkából készült kapunál lévő bolt’) település Észak-Korea Észak-Hvanghe (Hwanghae) tartománya és Dél-Korea Kjonggi (Gyeonggi) tartománya határán, Keszong (Kaesŏng) belvárosától 8 kilométerre.

## Történelme

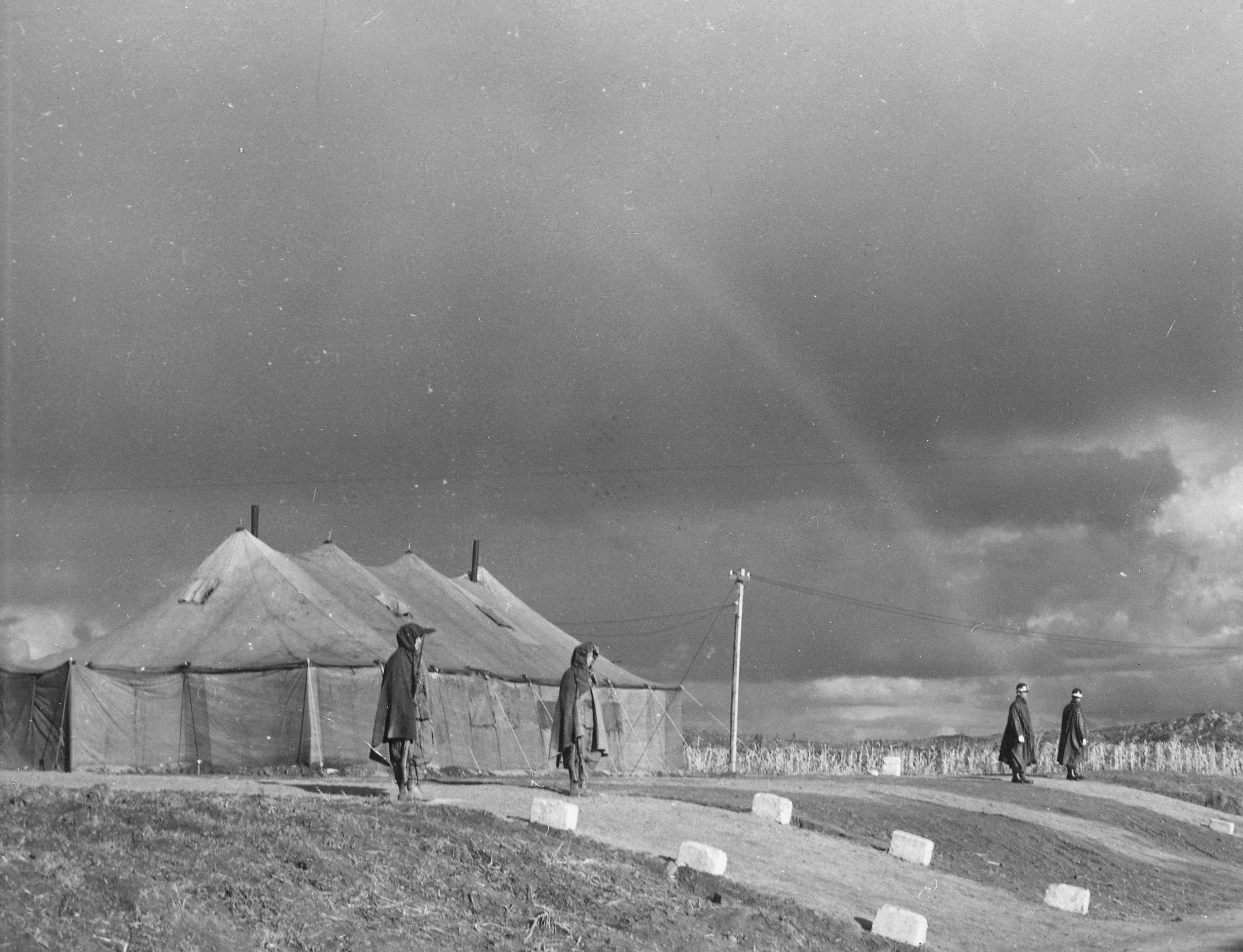
A fegyverszüneti tárgyalások helyszínei 1951. november 1-jén

1951-től itt zajlottak a koreai háború fegyverszüneti tárgyalásai, itt húzták fel a demarkációs vonalat, és építették fel az őrállásokat a határ két oldalán. Itt zajlott a 2018. áprilisi Korea-közi találkozó és a 2018. májusi Korea-közi találkozó is.

## Földrajza
Bár Panmindzson (P’anmunjŏm) határtelepülés, jogilag Észak-Korea Észak-Hvanghe (Hwanghae) tartományának része, Keszong (Kaesŏng) városhoz tartozik. Délről Dél-Korea Kjonggi (Gyeonggi) tartománya határolja.

## Külső hivatkozások
- Korea Truce Line Agreed (1951). YouTube